# Achoria inopina
Achoria inopina är en fjärilsart som beskrevs av Edward Meyrick 1904. Achoria inopina ingår i släktet Achoria och familjen Lecithoceridae. Inga underarter finns listade i Catalogue of Life.